# Białogard
Białogard este un oraș în Polonia.